# En una noche de tormenta
En una noche de tormenta (Japonés: あらしのよるに;  Hepburn: Arashi no Yoru Ni?) es el primer libro en la serie para niños creada por Yuichi Kimura e ilustrada por Hiroshi Abe. En libro fue galardonado con el Premio Sankei de libros y publicaciones infantiles de 1995, y el Premio Kodansha de cultura literaria. Este relato ha sido adaptado en dos ocasiones: una película animada dirigida Gisaburō Sugii en el 2005 y un anime titulado Una noche tormentosa: amigos secretos producida por Bandai Visual en el 2012.

## Libros
1. Arashi no Yoru Ni (1994) ISBN 4-06-252852-5
2. Aru Hareta Hi Ni (1996) ISBN 4-06-252870-3
3. Kumo no Kirema Ni (1997) ISBN 4-06-252874-6
4. Kiri no Naka De (1999) ISBN 4-06-252875-4
5. Doshaburi no Hi Ni (2000) ISBN 4-06-252876-2
6. Fubuki no Ashita (2002) ISBN 4-06-252877-0
7. Mangetsu no Yoru Ni (2005) ISBN 4-06-252878-9

## Personajes
- Gabu, un lobo del Bakubaku Valley.
- Mei, una cabra de Sawasawa Mountains.
- Giro, el líder de los lobos de Bakubaku Valley.
- Barry, un lobo rojo, segundo al mando.
- Beach y Zack, un par de lobos gemelos.
- Tap (conocido como Tapper en el doblaje no official de inglés), una cabra regordeta, actúa como el hermano mayor de Mei.
- Mii (conocida como Mina en el doblaje no official de inglés), es una cabra color rosa, amiga de Mei; no aparece en los libros.
- Cabra Mayor, el líder de las cabras de Sawasawa Mountains.
- Mamá de Mei, salvó a Mei de un grupo de lobos cuando él era muy pequeño, ella mordió y mutiló la oreja de Giro; aunque es mencionada no aparece en los libros.
- Abuela de Mei, crio a Mei después de que su madre muriera; no aparece en los libros.